# Ready 'n' Steady
"Ready 'n' Steady" là một bài hát của hai nhạc sĩ người Mỹ Dennis Lucchesi và Jim Franks, được thu âm vào năm 1979. Bài hát đã xuất hiện trên bảng xếp hạng Bubbling Under the Hot 100 của Billboard trong ba tuần tháng 6 năm 1979, dưới tên tác giả là D. A. – ghép từ chữ cái đầu tên họ  và tên đệm của Lucchesi – mà ông từng sử dụng làm nghệ danh biểu diễn tại địa phương. Trong suốt nhiều thập kỷ, danh tính của D. A. là một bí ẩn: không một bằng chứng lẫn bản thu nào về ca khúc có thể được tìm thấy. Điều này đã khiến những nhà sưu tập băng đĩa coi bài hát như một "bản thu âm ma" không tồn tại. Vào năm 2016, nhà nghiên cứu Paul Haney đã sử dụng hồ sơ bản quyền để truy tìm sáng tác, giúp bài hát lần đầu tiên lộ diện trước công chúng.

## Trên bảng xếp hạngBillboardBubbling Under
Giai đoạn 1974–1985, Billboard bắt đầu liệt kê 10 bài hát trên Bubbling Under Hot 100 Singles – một bảng xếp hạng các bài hát có thứ hạng dưới tiêu chuẩn Billboard Hot 100; xếp hạng của Bubbling Under bắt đầu từ số 101. Tại số phát hành ngày 16 tháng 6 năm 1979, bài "Ready 'n' Steady" của D. A. đã xuất hiện trên bảng xếp hạng ở vị trí 106. Đĩa đơn, được gán nhãn phát hành bởi hãng Rascal, sau đó thăng hạng lên 103 vào ngày 23 tháng 6 rồi đạt đỉnh hạng 102 vào tuần kế tiếp, trước khi biến mất hoàn toàn khỏi bảng xếp hạng này.

## Điều tra của Whitburn
Nhà sử học âm nhạc Joel Whitburn là người sáng lập Record Research Inc. – một công ty chuyên nghiên cứu xếp hạng Billboard và xuất bản nhiều sách ghi lại dữ liệu bảng xếp hạng. Ông đã thu thập tới hàng chục nghìn bản thu âm, bao gồm tất cả đĩa đơn từng lọt vào bảng xếp hạng Hot 100 hay Bubbling Under nhưng chỉ ngoại trừ "Ready 'n' Steady".
Trong một cuộc phỏng vấn năm 1995, Whitburn nói rằng ông chưa bao giờ thực sự nhìn hoặc nghe thấy bản thu âm, nhưng suy đoán ca khúc có thể đến từ nhóm nhạc punk rock nữ Chicago vào 1979. Ông cũng cho rằng Rascal là một hãng đĩa cá nhân ở Detroit. Dù vậy, ban nhạc nữ Chicago DA! khi được hỏi đã phủ nhận việc thu âm bài hát. Whitburn từng tìm thấy mẩu quảng cáo hãng Rascal, có trụ sở Detroit, bên trong một ấn phẩm punk rock, nhưng sau đó địa chỉ lại dẫn đến một căn nhà bị bỏ hoang bị che lại. Mục nhập "Ready 'n' Steady" trên Billboard đã ghi số danh mục bài hát là 102; điều này có nghĩa là còn có một bản "Rascal 101" khác được phát hành mà các nhà sưu tập vẫn chưa biết đến.
Tại ấn bản thứ tư cuốn Bubbling Under the Hot 100 của Whitburn, xuất bản năm 2005, mục "D. A." đã được sửa lại với phần ghi chú nêu rõ "Sự tồn tại của đĩa hát và nghệ sĩ này vẫn còn là một nghi vấn". Cuốn sách thông tin về giá trị của "Ready 'n' Steady" là 150 USD. Năm 2009, Whitburn phát hành sách Top Pop Singles mới nhất của mình, liệt kê các đĩa đơn lọt bảng xếp hạng Hot 100 và Bubbling Under — nhưng D. A. cùng tác phẩm của người này đã không được đề cập. Trong một cuộc phỏng vấn với trang CelebrityAccess, Whitburn cho biết ông vẫn chưa thể truy ra tung tích của ca khúc và nói, "Tôi không nghĩ nó tồn tại". Whitburn cũng cho rằng việc bài hát lọt vào bảng xếp hạng có thể là một cái bẫy bản quyền từ phía Billboard.

## Xuất hiện trở lại
Danh mục của Văn phòng Bản quyền Hoa Kỳ có lưu trữ hồ sơ đăng ký bài hát tựa đề "Ready & Steady", với quyền tác giả thuộc về D. A. Lucchesi và Jim Franks. Sáng tác được đăng ký bản quyền vào ngày 16 tháng 9 năm 1986, thời điểm tạo ra là từ 1979. Dennis Armand "D. A." Lucchesi (5 tháng 6 năm 1945 - 18 tháng 8 năm 2005) là một nhà môi giới thế chấp và nhạc sĩ bán thời gian sống tại California. Ông từng biểu diễn quanh địa phương với một ban nhạc có tên là "D. A. and the Dukes".
Vào năm 2016, một cuộc điều tra sâu hơn về nhân vật đăng ký bản quyền bài hát từ Paul Haney, nhân viên của Record Research Inc., đã thu hút sự chú ý từ đồng tác giả "Ready 'n' Steady" Jim Franks. Người này đã cung cấp cho Haney bản thu của bài hát. Theo lời Haney, ca khúc do Steve Cropper thu âm nhưng chưa bao giờ được phát hành chính thức. Về việc đĩa đơn từng xuất hiện trên bảng xếp hạng mà không có bất kỳ một ghi nhận nào về doanh số hay lượt phát nhạc, Haney giải thích rằng người quảng bá thuộc một hãng đĩa lớn từng quan tâm đến ban nhạc và bằng cách nào đó đưa được bài hát vào Billboard; điều này khiến "Ready 'n' Steady" trở thành đĩa đơn duy nhất từng xuất hiện trên xếp hạng Billboard mà không thực sự được phát hành thương mại. Hãng Rascal, vào thời điểm đó, chỉ tồn tại trên giấy tờ và thuộc sở hữu bởi người thân của một trong các thành viên ban nhạc. Vào năm 1984, Rascal (đặt trụ sở tại Hollywood) đã phát hành một số đĩa đơn độc lập, mặc dù không có đĩa đơn nào của D. A..
"Ready 'n' Steady" rất có thể chưa bao giờ được phát trên radio, cho đến khi Haney góp mặt trong chương trình phát thanh Crap from the Past trên đài KFAI ở Minneapolis, Minnesota. Số ghi này lên sóng vào ngày 8 tháng 7 năm 2016, và bài hát cũng phát trong thời gian diễn ra chương trình.
Vào ngày 19 tháng 5 năm 2017, chương trình Crap from the Past đã thực hiện một cuộc phỏng vấn khác qua điện thoại với Jim Franks. Ông tiết lộ đội ngũ sản xuất bài hát gồm:
- Dennis Lucchesi – hát chính
- Jim Franks – guitar
- Ira Walker – bass
- Stu Blank – piano
- Dean Revelo – trống
- 3 ca sĩ nữ hát đệm